# Jesús María Herrero
Jesús María Herrero Gómez, noto anche come Chus Herrero (Saragozza, 10 febbraio 1984), è un ex calciatore spagnolo, di ruolo difensore.

## Carriera
Ha giocato nella prima divisione spagnola con il Real Saragozza.